# تشيسترفيلد (نيويورك)
تشيسترفيلد (بالإنجليزية: Chesterfield, New York)‏ هي بلدة أمريكية تقع في الولايات المتحدة في مقاطعة إيسيكس، نيويورك. يقدر عدد سكانها بـ 2,445 نسمة ومساحتها 272.6 كم2 وترتفع عن سطح البحر 205 متر.